# 刘海泉 (1921年)
刘海泉（1921年12月—2015年4月19日），男，山东莘县人，中华人民共和国政治人物，曾任四川省人民政府副省长、秘书长，四川省人大常委会副主任。